# Christa Laetitia Deeleman-Reinhold
Christa Laetitia Deeleman-Reinhold, (abreviado Deeleman-Reinhold) (23 de noviembre de 1930-Países Bajos, 26 de marzo de 2025) fue una aracnóloga neerlandesa.
Diplomada en la Universidad de Leiden en 1978,se especializó en las arañas del sudeste de Asia y del sur de Europa. Casada con Paul Robert Deeleman, escribió bastantes artículos con él.

## Taxones descritos
- Bacillemma Deeleman-Reinhold, 1993
- Bacillemma leclerci Deeleman-Reinhold, 1993
- Borneomma Deeleman-Reinhold, 1980
- Calamoneta Deeleman-Reinhold, 2001
- Calamopus Deeleman-Reinhold, 2001
- Castoponera Deeleman-Reinhold, 2001
- Cheiracanthium Deeleman-Reinhold, 2001
- Clubiona hindu Deeleman-Reinhold, 2001
- Dysdera anatoliae Deeleman-Reinhold in Deeleman-Reinhold & Deeleman, 1988
- Dysdera arabica Deeleman-Reinhold in Deeleman-Reinhold & Deeleman, 1988
- Dysdera gemina Deeleman-Reinhold in Deeleman-Reinhold & Deeleman, 1988
- Dysderocrates Deeleman-Reinhold & Deeleman, 1988
- Echinax Deeleman-Reinhold, 2001
- Fageiella ensigera Deeleman-Reinhold, 1974
- Hamadruas Deeleman-Reinhold, 2009
- Hygrocrates Deeleman-Reinhold in Deeleman-Reinhold & Deeleman, 1988
- Iberoneta Deeleman-Reinhold, 1984
- Iberoneta nasewoa Deeleman-Reinhold, 1984
- Kaemis Deeleman-Reinhold, 1993
- Koppe Deeleman-Reinhold, 2001
- Leclercera Deeleman-Reinhold, 1995
- Malamatidia Deeleman-Reinhold, 2001
- Mesostalita Deeleman-Reinhold, 1971
- Micropholcus Deeleman-Reinhold & Prinsen, 1987
- Nusatidia Deeleman-Reinhold, 2001
- Olin Deeleman-Reinhold, 2001
- Olin platnicki Deeleman-Reinhold, 2001
- Palliduphantes minimus (Deeleman-Reinhold, 1985)
- Panjange Deeleman-Reinhold & Deeleman, 1983
- Pehrforsskalia Deeleman-Reinhold & van Harten, 2001
- Pehrforsskalia conopyga Deeleman-Reinhold & van Harten, 2001
- Plynnon Deeleman-Reinhold, 2001
- Pranburia Deeleman-Reinhold, 1993
- Pranburia mahannopi Deeleman-Reinhold, 1993
- Pristidia Deeleman-Reinhold, 2001
- Pteroneta Deeleman-Reinhold, 2001
- Rhodera Deeleman-Reinhold, 1989
- Rhodera hypogea Deeleman-Reinhold, 1989
- Sabahya Deeleman-Reinhold, 1980
- Scopalio Deeleman-Reinhold, 2001
- Scopalio verrens Deeleman-Reinhold, 2001
- Serendib Deeleman-Reinhold, 2001
- Sudharmia Deeleman-Reinhold, 2001
- Summacanthium Deeleman-Reinhold, 2001
- Tamin Deeleman-Reinhold, 2001
- Troglohyphantes boudewijni Deeleman-Reinhold, 1974
- Troglohyphantes brevipes Deeleman-Reinhold, 1978
- Troglohyphantes dekkingae Deeleman-Reinhold, 1978
- Troglohyphantes diabolicus Deeleman-Reinhold, 1978
- Troglohyphantes draconis Deeleman-Reinhold, 1978
- Troglohyphantes inermis Deeleman-Reinhold, 1978
- Troglohyphantes pretneri Deeleman-Reinhold, 1978
- Vytfutia Deeleman-Reinhold, 1986
- Xantharia Deeleman-Reinhold, 2001

## Algunas publicaciones
- 1971. Beitrag zur Kenntnis höhlenbewohnender Dysderidae (Araneida) aus Jugoslawien. Razprave slovenska akademija znanosti in umetnosti, v. 14 p. 95-120
- 1974. The cave spider fauna of Montenegro (Araneae). Glasnik Republičkog Zavoda za zaštitu prirode i Prirodnjačkog Muzeja, v. 6 p. 9-33
- 1978. Revision of the cave-dwelling and related spiders of the genus Troglohyphantes Joseph (Linyphiidae), con especial referencia a las especies de Yugoslavia. Academia Scientiarum et Artium Slovenica, Classis IV: Historia Naturalis, Institutum Biologicum Ionnis Hadži, Ljubljana, v. 23 pp. 1-220
- 1980. Contribution to the knowledge of the southeast Asian spiders of the families Pacullidae and Tetrablemmidae. Zoologische Mededelingen Leiden, vol. 56 pp. 65–82 (texto integral)
- con Prinsen, 1987. Micropholcus fauroti (Simon) n. comb., a pantropical, synanthropic spider (Araneae: Pholcidae). Entomologische Berichten, Ámsterdam, v. 47, p. 73-77
- con Deeleman, 1988. Revision des Dysderinae (Araneae, Dysderidae), les especes mediterraneennes occidentales exceptees. Tijdschrift voor Entomologie, v. 131 p. 141-269
- 1993a. A remarkable troglobitic tetrablemmid spider from a cave in Thailand (Arachnida: Araneae: Tetrablemmidae). Natural History Bulletin of the Siam Society, v. 41 n. 2 p. 99-103
- 1993b. The genus Rhode and the harpacteine genera Stalagtia, Folkia, Minotauria, and Kaemis (Araneae, Dysderidae) of Yugoslavia and Crete, with remarks on the genus Harpactea. Revue arachnol 10: 105–135.
- 1993c. A new spider genus from Thailand with a unique ant-mimicking device, with description of some other castianeirine spiders (Araneae: Corinnidae: Castianeirinae). Nat. Hist. Bull. Siam Soc. 40: 167–184.
- 1993d. Description of a new cave-dwelling pholcid spider from north-western Australia, with an identification key to the genera of Australian Pholcidae (Araneae). Rec. West. Aust. Mus. 16: 323–329.
- 1995a. A new eyeless Camptoscaphiella from a Chinese cave (Arachnida: Araneae: Oonopidae). Beitr. Araneol. 4: 25–29.
- 1995b. Redescription of Holocneminus multiguttatus Simon and description of two new species of pholcid spiders from Australia (Arachnida: Araneae: Pholcidae). Beitr. Araneol. 4: 31–41.
- 1995c. New or little known non-antmimicking spiders of the subfamily Castianeirinae from southeast Asia (Arachnida: Araneae: Clubionidae). Beitr. Araneol. 4: 43–54.
- 1995. The Ochyroceratidae of the Indo-Pacific region (Araneae). The Raffles Bulletin of Zoology Supplement, n. 2, p. 1-103
- 2001. Forest spiders of South East Asia: with a revision of the sac and ground spiders (Araneae: Clubionidae, Corinnidae, Liocranidae, Gnaphosidae, Prodidomidae and Trochanterriidae). Brill, Leiden, p. 1-591
- 2005. On the taxonomic relations of lynx spiders from the canopy of a tropical Asian rainforest (Araneae: Oxyopidae). In Logunov, D. V. & D. Penney (eds.), European Arachnology 2003

## Honores

### Eponimia
- Deelemania Jocqué & Bosmans, 1983
- Troglohyphantes deelemanae Tanasevitch, 1987
- Harpactea deelemanae Dunin, 1989
- Kenocymbium deelemanae Millidge & Russell-Smith, 1992
- Hersilia deelemanae Baehr & Baehr, 1993
- Dianleucauge deelemanae Song & Zhu, 1994
- Amaurobius deelemanae Thaler & Knoflach, 1995
- Dubiaranea deelemanae Millidge, 1995
- Cryphoecina deelemanae Deltshev, 1997
- Deelemanella Yoshida, 2003
- Molione christae Yoshida, 2003
- Rhitymna deelemanae Jäger, 2003
- Herennia deelemanae Kuntner, 2005
- Spermophora deelemanae Huber, 2005
- Dolichognatha deelemanae Smith, 2008

## Abreviatura (zoología)
La abreviatura Deeleman-Reinhold  se emplea para indicar a Christa Laetitia Deeleman-Reinhold como autoridad en la descripción y taxonomía en zoología.